# Тавричанское
Тавричанское (укр. Тавричанське) — посёлок, относится к Кировскому городскому совету Луганской области Украины. Под контролем самопровозглашённой Луганской Народной Республики.

## География
Соседние населённые пункты: сёла Весняное, Бердянка на северо-востоке, города Кировск на западе, Стаханов на юге, посёлок Криничное и сёла Богдановка, Заречное на юго-востоке, Червоный Лиман на востоке.

## Население
Население по переписи 2001 года составляло 203 человека.

## Общие сведения
Почтовый индекс — 93890. Телефонный код — 6446. Занимает площадь 0,31 км².

## Местный совет
93892, Луганская обл., Кировский городской совет, пгт. Червоногвардейское, ул. Бабушкина, 17